# Hookeria aurea
Hookeria aurea là một loài Rêu trong họ Hookeriaceae. Loài này được (Lam. ex Brid.) Mitt. mô tả khoa học đầu tiên năm 1869.